# Konrad Steffen
Konrad Steffen, dit Koni Steffen (né le 2 janvier 1952 à Zurich en Suisse et mort le 8 août 2020 au Groenland), est un glaciologue américano-suisse. 
Il est connu pour ses recherches sur la banquise arctique et les glaciers du Groenland, et sur la manière dont ils sont affectés par le réchauffement climatique. Entre 2005 et 2012, il dirige le Cooperative Institute for Research in Environmental Sciences à l'Université du Colorado à Boulder, avant d'être nommé professeur à l'École polytechnique fédérale de Zurich ainsi que directeur de l'Institut fédéral suisse de recherches sur la forêt, la neige et le paysage. 

## Biographie
Konrad Steffen naît le 2 janvier 1952 à Zurich. Il décède soudainement le 8 août 2020 dans un accident de terrain lors d'une expédition au Groenland,,.

### Éducation
Konrad Steffen a étudié à l'École polytechnique fédérale de Zurich, où il a obtenu un diplôme en sciences en 1977, puis un doctorat en 1984.

### Carrière
Konrad Steffen a été professeur associé de géographie à l'Université du Colorado à Boulder de 1991 à 1997, avant d’être nommé professeur titulaire. En 2005, il est désigné directeur du Cooperative Institute for Research in Environmental Sciences, avant de devenir, le 1er juillet 2012, directeur de l'Institut fédéral suisse de recherches sur la forêt, la neige et le paysage. 
Ses principaux champs d’études portaient sur la banquise arctique et les glaciers du Groenland, et la manière dont ils sont affectés par le réchauffement climatique. Il se rendait souvent au Groenland pour étudier ces glaciers ; par exemple, en étudiant le glacier Petermann pendant trois semaines en 2004, où Konrad Steffen avait établi un camp installé à 4 000 pieds sur les flancs de la calotte glaciaire du glacier. Il a également exploité un réseau de 20 stations météorologiques sur la calotte glaciaire du Groenland, dont la première, Swiss Camp, a été établie en 1990. Il a fait valoir qu'en raison de la fonte plus rapide que prévu de la calotte glaciaire, le niveau de la mer pourrait augmenter d'environ 90 centimètres d'ici 2100, ce qui est considérablement plus élevé que la limite supérieure du GIEC de 59 centimètres, et que le Groenland pourrait perdre toute sa glace d'ici à 10 000 ans, mais que ce processus prendrait plus de temps en Antarctique, en raison de sa surface nettement supérieure.
Il a été l'un des principaux auteurs du chapitre « Observations : Cryosphere » du GIEC AR5, publié en 2013.

## Récompenses
En octobre 2017, Konrad Steffen a reçu le Lowell Thomas Award du Explorers Club, un groupe à but non lucratif qui promeut l'exploration scientifique. Le prix est remis par le Président du Club lors d'occasions spéciales à des groupes d'explorateurs exceptionnels. Le Club a cité les recherches de Steffen sur les changements du niveau de la mer, les études de sensibilité des grandes calottes glaciaires en utilisant les résultats in situ et la modélisation.